# Почесний громадянин Умані
Почесний громадянин Умані — відзнака започаткована рішенням Уманської міської ради № 3.1-10/22 від 15 серпня 1996 року.
Звання «Почесний громадянин Умані» є відзнакою міської ради і може бути присвоєне при житті чи посмертно:
- громадянам України та інших держав, які своєю працею сприяють становленню України в різних галузях, зокрема виробництві, освіті, охороні здоров'я, інших сферах діяльності, зробили значний внесок у розвиток Умані і користуються авторитетом громадськості;
- за високі досягнення у вирішенні завдань соціально — економічного розвитку міста;
- за благодійну та громадську діяльність, мужність і відвагу, проявлені у захисті конституційних прав і свобод громадян під час виконання службового і громадянського обов'язку тощо;
- діячам науки, техніки, літератури, мистецтва, робітникам, службовцям, пенсіонерам, які мають значні заслуги перед містом в тій чи іншій сфері діяльності;
- за вклад у справу співробітництва та дружбу з іншими містами.

Право порушення клопотання про присвоєння звання «Почесний громадянин Умані» надається юридичним особам. Висунення кандидатур здійснюється гласно, як правило, за місцем роботи особи, яку представляють до відзначення.
Клопотання про присвоєння звання «Почесний громадянин Умані» попередньо розглядається постійною комісією, визначеною радою.
Громадянам, яким присвоєно звання «Почесний громадян Умані», в урочистій обстановці вручається нагрудний знак «Почесний громадянин Умані», який носять на шийній стрічці, та мініатюра знаку, що носиться на грудях зліва, і свідоцтво.